# Fricción de guerra

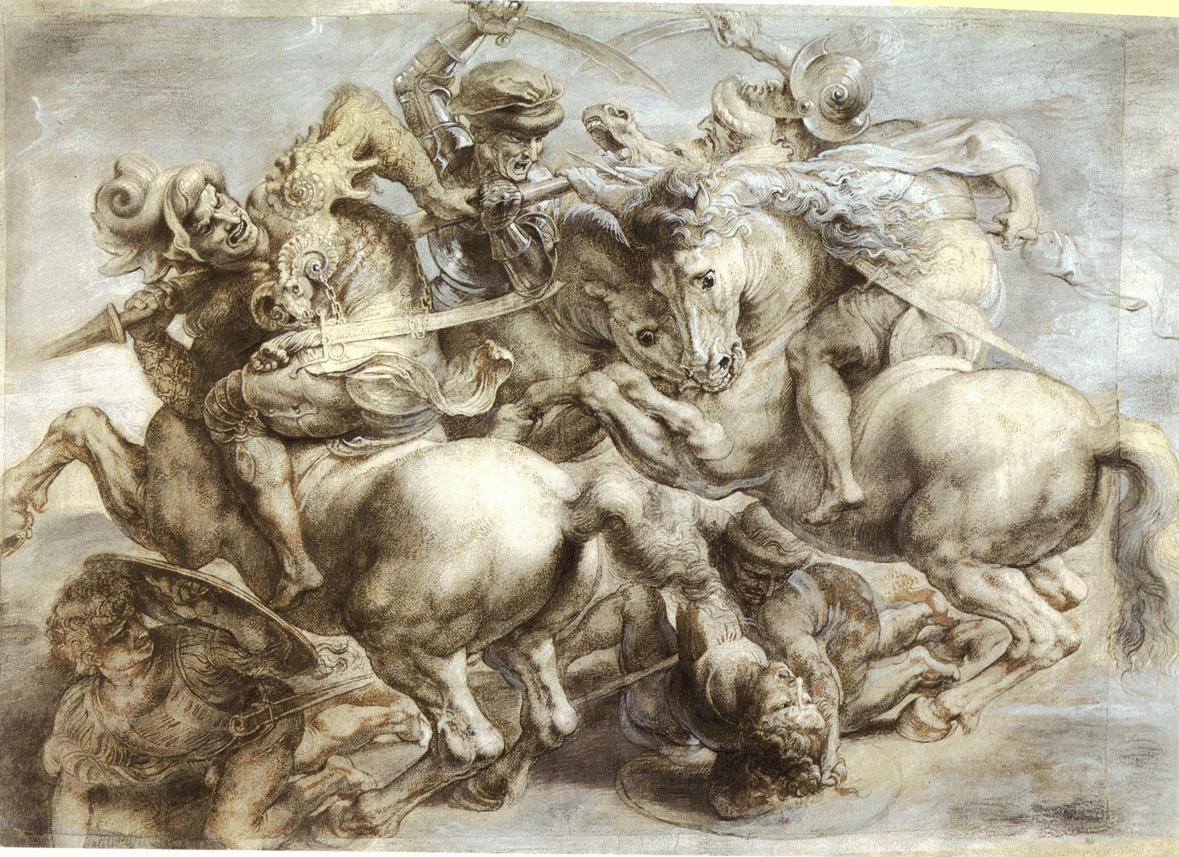
La acción en la guerra es como el movimiento en un 'medio resistente'.

La fricción de guerra es un término de ciencia militar enunciado por primera vez por Carl von Clausewitz en su obra De la guerra (Cap. VII). Su idea es una metáfora empleada para crear la idea acerca de la resistencia (fricción) de la 'realidad bélica' a funcionar de acuerdo con lo planificado. Algunos autores denominan a este concepto como una variante bélica de la Ley de Murphy. Clausewitz menciona que la secuencia más sencilla de acciones en la guerra se ve interrumpida por infinidad de pequeños eventos oponentes, convirtiéndola al final en una tarea compleja. La acción en la guerra es como el movimiento en un medio resistente. Clausewitz, gracias a este concepto de fricción de guerra, explica que nada sea sencillo en la guerra. 

## Concepto
El propio Clausewitz define la fricción (Friktion en alemán) como: "el efecto de la realidad en las ideas e intenciones de la guerra". Esta primera idea ya la expresa en una carta que dirige a su futura esposa Marie von Briihl el 29 de septiembre de 1806, tres semanas antes de que Prusia se rinda a las tropas francesas. Es posible que tomara la idea de su contemporáneo: Gerhard von Scharnhorst.
El concepto de fricción es la causa de la diferencia entre la planificación de la 'guerra en el papel' (pre-combate) y la 'guerra en la realidad'. En la actualidad el concepto de niebla de guerra junto con el de fricción se consideran como un concepto unificado (Gesamtbegriff einer allgemeinen Friktion). En un mundo ideal de guerra sin fricción, cada vez que un comandante da órdenes, éstas son recibidas, los equipos funcionan perfectamente, no se producen malentendidos, la disponibilidad de recursos es perfecta, no se producen errores humanos,  etc.

## Fuerzas mayores de fricción
Clausewitz enumera siete fuerzas mayores de fricción que hacen que los planes más sencillos sean difíciles de ejecutar en la guerra.
1. Conocimiento insuficiente del enemigo
2. Rumores (información obtenida por observación remota o espías)
3. Incertidumbre sobre las fuerzas propias y su posición
4. Las incertidumbres procedentes de las tropas aliadas tienden a exagerar sus propias dificultades
5. Diferencias entre las esperanzas y la realidad
6. El hecho de que el propio ejército no es tan poderoso en la realidad como lo era en los papeles
7. Las dificultades de mantener abastecido al ejército